# استل هریس
استل هریس (انگلیسی: Estelle Harris؛ زادهٔ ۴ آوریل ۱۹۲۸ – ۲ آوریل ۲۰۲۲) هنرپیشه اهل ایالات متحده آمریکا بود. وی از سال ۱۹۷۷ تا ۲۰۱۹ میلادی مشغول فعالیت بود.
از فیلم‌ها یا برنامه‌های تلویزیونی که وی در آن نقش داشته است می‌توان به داستان اسباب‌بازی ۳، روزی روزگاری در آمریکا، بزرگ، این زندگی من است و گمشده و پیداشده اشاره کرد.